# Yenice (Çanakkale)
Yenice ist eine Stadt und ein Landkreis in der nordwesttürkischen Provinz Çanakkale. Die Stadt liegt etwa 80 Kilometer südöstlich der Provinzhauptstadt Çanakkale. Die Kreisstadt beherbergt ein Viertel der Kreisbevölkerung (2020: 25,1 %).

## Landkreis
Der 1936 geschaffene Landkreis ist der größte der Provinz und liegt im Südosten dieser. Er grenzt im Süden und Osten an die Provinz Balıkesir (4 Landkreise) und im Westen an die Kreise Biga, Çan und Bayramiç. Er wird vom Gönen Çayı, dem antiken Aisepos, durchflossen, der etwa zehn Kilometer östlich von Yenice zum Gönen Barajı aufgestaut ist. Er fließt weiter nach Norden durch die Provinz Balıkesir und mündet bei Misakça in die Bucht von Erdek im Marmarameer. Südlich der Stadt liegt der Bergzug Sakar Dağı, ein Ausläufer des Ida-Gebirges (Kaz Dağı).
Neben der Kreisstadt existiert mit Kalkım (2399 Einw.) eine weitere Gemeinde (Belediye) im Landkreis. Zum Kreis gehören zusätzlich noch 76 Dörfer (Köy) mit einer Durchschnittsbevölkerung von 274 Bewohnern. Pazarköy ist mit 1356 das einzige Dorf des Landkreises mit einer Einwohnerzahl über 1000. Mit 22 Einwohnern je km² hat der Landkreis Yenice die niedrigste Bevölkerungsdichte in der Provinz Çanakkale.

## Geschichte
Am 18. März 1953 entstanden durch ein Erdbeben schwere Schäden in der Stadt.

## Persönlichkeiten
Mehmet Emin Toprak (1974–2002), Schauspieler